# Jochen Staadt
Jochen Staadt (* 1950 in Bad Kreuznach) ist ein deutscher Politikwissenschaftler.

## Leben
Staadt begann 1968 ein Studium der Germanistik und der politischen Wissenschaft an der Freien Universität Berlin (FU). Zeitweise engagierte er sich in der Roten Zelle Germanistik und war Vorsitzender der maoistischen Liga gegen den Imperialismus, einer Vorfeldorganisation der KPD-AO, von der er sich jedoch 1974 abwandte. Das Studium schloss er 1977 mit einer Promotion im Fach Germanistik zum Thema Konfliktbewusstsein und sozialistischer Anspruch in der DDR-Literatur ab, für die er die Darstellung gesellschaftlicher Widersprüche in Romanen analysierte, die nach dem VIII. Parteitag der SED 1971 erschienen waren. Ab 1978 spielte er als Schlagzeuger in der West-Berliner Rockband Pille Palle und die Ötterpötter (zusammen mit Michael Stein u. a.). 
In den 1980er-Jahren arbeitete er am Zentralinstitut für sozialwissenschaftliche Forschung der FU Berlin an dem von Siegward Lönnendonker und Tilman Fichter initiierten Projekt einer Chronik und Dokumentation der Geschichte der Freien Universität. Von Anfang der 1990er-Jahre bis 2024 war Staadt Projektleiter des Forschungsverbundes SED-Staat an der FU Berlin und Redaktionsmitglied der Zeitschrift des Forschungsverbundes SED-Staat. 
In zahlreichen Veröffentlichungen behandelt er die westdeutsche Studentenbewegung der 1960er Jahre sowie die DDR, die SED und das Ministerium für Staatssicherheit, besonders in Hinblick auf deren Einflussnahme nach Westdeutschland.

## Publikationen (Auswahl)

### Als Verfasser und Mitverfasser
- mit Tilman Fichter und Siegward Lönnendonker: Freie Universität Berlin 1948–1973. Hochschule im Umbruch, Bd. 5: Gewalt und Gegengewalt (1967–1969). Pressestelle der FU Berlin, Berlin 1983.
- mit Annemarie Kleinert und Peter Jahn: Freie Universität Berlin 1948–1973. Hochschule im Umbruch, Bd. 6: Die ungeliebte Reform (1969–1973). Pressestelle der FU Berlin, Berlin 1990, ISBN 3-927433-44-6.
- Die geheime Westpolitik der SED 1960–1970. Akademie Verlag, Berlin 1993, ISBN 3-05-002507-7.
- Die SED im Bundestagswahlkampf 1986/87. In: Klaus Schroeder (Hrsg.): Geschichte und Transformation des SED-Staates. Beiträge und Analysen. Forschungsverbund SED-Staat an der FU Berlin, Akademie Verlag, Berlin 1994, ISBN 3-05-002638-3, S. 286–308.
- Eingaben. Die institutionalisierte Meckerkultur in der DDR. Goldbrokat, Kaffee-Mix, Büttenreden und andere Schwierigkeiten mit den Untertanen (= Arbeitspapiere des Forschungsverbundes SED-Staat. Nr. 24), Berlin 1996.
- mit Siegward Lönnendonker und Bernd Rabehl: Die Antiautoritäre Revolte. Der Sozialistische Deutsche Studentenbund nach der Trennung von der SPD. Westdeutscher Verlag, Opladen 2002, ISBN 3-531-13301-2.
- mit Tobias Voigt und Gerhard Ehlert: Die Zusammenarbeit zwischen dem Ministerium für Staatssicherheit der DDR (MfS) und dem Ministerium des Inneren Kubas (MININT) (= Arbeitspapiere des Forschungsverbundes SED-Staat. Nr. 33), Berlin 2002.
- Eine deutsche Waffenbrüderschaft. In: F.A.Z. vom 5. Oktober 2007, S. 12 (Artikel über die geheime Kooperation der DDR-Staatssicherheit mit den Anwälten von RAF-Terroristen 1977).
- mit Tobias Voigt und Stefan Wolle: Operation Fernsehen. Die Stasi und die Medien in Ost und West. Vandenhoeck & Ruprecht, Göttingen 2008, ISBN 978-3-525-36741-4.
- mit Tobias Voigt und Stefan Wolle: Feind-Bild Springer. Ein Verlag und seine Gegner. Vandenhoeck & Ruprecht, Göttingen 2009, ISBN 978-3-525-36381-2.[5]
- Ein Historikerreinfall. Die Kampfgruppe gegen Unmenschlichkeit – Desinformation macht Geschichte. In: Zeitschrift des Forschungsverbundes SED-Staat an der Freien Universität Berlin, Nr. 33/2013, S. 94–111.

### Als Herausgeber und Mitherausgeber
- mit Jürgen Miermeister: Provokationen. Die Studenten- und Jugendrevolte in ihren Flugblättern 1965–1971. Hermann Luchterhand Verlag, Darmstadt und Neuwied 1980.
- Die Eroberung der Kultur beginnt! Die Staatliche Kommission für Kunstangelegenheiten der DDR (1951–1953) und die Kulturpolitik der SED. Peter Lang, Frankfurt am Main 2011, ISBN 978-3-631-60548-6.
- mit Klaus Schroeder: Feindwärts der Mauer. Das Ministerium für Staatssicherheit und die West-Berliner Polizei. Peter Lang, Frankfurt am Main 2014, ISBN 978-3-631-65070-7.
- mit Klaus Schroeder: Die Todesopfer des DDR Grenzregimes an der innerdeutschen Grenze 1949–1989. Ein biografisches Handbuch. Peter Lang, Frankfurt am Main 2017, ISBN 978-3-631-72594-8.
- unter Mitarbeit von Jan Kostka und Hannes Puchta: Die deutschen Todesopfer des Eisernen Vorhangs 1948-1989. Ein biographisches Handbuch. mitteldeutscher verlag, Halle (Saale) 2023, ISBN 978-3-96311-855-5.